# 아지아틱스
아지아틱스(Aziatix)는 에디 신(Eddie Shin), 플로식(Flowsik), 니키 리(Nicky Lee)로 이루어진 음악 그룹이다. 2011년 Mnet 아시안 뮤직 어워드에서 베스트 뉴 아시안 아티스트 그룹상을 수상하였다.